# 桑洪翁多峰
8°25′06″N 70°55′49″W / 8.4184°N 70.9303°W
桑洪翁多峰（西班牙語：Pico Zanjón Hondo），是委內瑞拉的山峰，位於該國西部梅里達州，由內華達山脈國家公園負責管轄，海拔高度3,323米，東面有洪保德峰和玻利瓦爾峰。